# Friedrich Christian Diez
Friedrich Christian Diez (ur. 15 marca 1794 w Gießen, zm. 29 maja 1876 w Bonn) – niemiecki językoznawca.

## Życiorys
Jako student Uniwersytetu w Bonn był głęboko zainteresowany włoską poezją, jednak odwiedziny w 1818 r. Goethego nakierowały jego uwagę na zgłębianie literatury prowansalskiej. W 1826 i 1829 r. opublikował dwie prace na temat prowansalskiej poezji trubadurów oraz życia i prac trubadurów. Jeszcze przed ukończeniem doktoratu (Gießen 1821) przyjął powołanie jako nauczyciel języka włoskiego, hiszpańskiego i portugalskiego na Uniwersytecie w Bonn. W 1825 został profesorem nadzwyczajnym, a w 1830 profesorem zwyczajnym został profesorem literatury nowoczesnej w Bonn. W tym czasie coraz bardziej zwracał się ku bardziej ogólnym porównaniom języków romańskich. Dokonał pierwszej szerszej analizy języków romańskich i zapoczątkował ważny dział językoznawstwa porównawczego. Napisał dwie wielkie prace – trzytomową Grammatik der romanischen Sprachen (Gramatyka Języków Romańskich, 1836-1844) i dwutomowy Etymologisches Wörterbuch der romanischen Sprachen (Słownik Etymologiczny Języków Romańskich, 1853). Jego praca w dziedzinie języków romańskich była porównywana do osiągnięć Jacoba Grimma w dziedzinie języków germańskich.
W 1866 r. otrzymał Pour le Mérite za Naukę i Sztukę.